# ميازاكي (ميازاكي)
مدينة ميازاكي (بالإنجليزية: Miyazaki)‏ هي أحد المدن التابعة لمحافظة ميازاكي. تأسست رسميًا في 01/04/1924. ويقدر عدد سكانها بـ 369473 نسمة حسب تقدير مكتب الإحصاء الياباني لعام 2012. تبلغ مساحة ميازاكي 596.8 كم2. بكثافة سكانية تبلغ 619 نسمة/كم2.

## مناخ
| البيانات المناخية لـMiyazaki, Miyazaki    | البيانات المناخية لـMiyazaki, Miyazaki | البيانات المناخية لـMiyazaki, Miyazaki | البيانات المناخية لـMiyazaki, Miyazaki | البيانات المناخية لـMiyazaki, Miyazaki | البيانات المناخية لـMiyazaki, Miyazaki | البيانات المناخية لـMiyazaki, Miyazaki | البيانات المناخية لـMiyazaki, Miyazaki | البيانات المناخية لـMiyazaki, Miyazaki | البيانات المناخية لـMiyazaki, Miyazaki | البيانات المناخية لـMiyazaki, Miyazaki | البيانات المناخية لـMiyazaki, Miyazaki | البيانات المناخية لـMiyazaki, Miyazaki | البيانات المناخية لـMiyazaki, Miyazaki |
| الشهر                                     | يناير                                  | فبراير                                 | مارس                                   | أبريل                                  | مايو                                   | يونيو                                  | يوليو                                  | أغسطس                                  | سبتمبر                                 | أكتوبر                                 | نوفمبر                                 | ديسمبر                                 | المعدل السنوي                          |
| ----------------------------------------- | -------------------------------------- | -------------------------------------- | -------------------------------------- | -------------------------------------- | -------------------------------------- | -------------------------------------- | -------------------------------------- | -------------------------------------- | -------------------------------------- | -------------------------------------- | -------------------------------------- | -------------------------------------- | -------------------------------------- |
| الدرجة القصوى °م (°ف)                     | 25.1 (77.2)                            | 25.4 (77.7)                            | 28.1 (82.6)                            | 31.7 (89.1)                            | 34.3 (93.7)                            | 36.2 (97.2)                            | 37.7 (99.9)                            | 38.0 (100.4)                           | 36.9 (98.4)                            | 32.7 (90.9)                            | 30.3 (86.5)                            | 25.0 (77.0)                            | 38.0 (100.4)                           |
| متوسط درجة الحرارة الكبرى °م (°ف)         | 12.7 (54.9)                            | 13.8 (56.8)                            | 16.7 (62.1)                            | 20.7 (69.3)                            | 24.1 (75.4)                            | 26.8 (80.2)                            | 31.4 (88.5)                            | 31.0 (87.8)                            | 28.1 (82.6)                            | 24.3 (75.7)                            | 19.5 (67.1)                            | 15.1 (59.2)                            | 22.0 (71.6)                            |
| المتوسط اليومي °م (°ف)                    | 7.5 (45.5)                             | 8.6 (47.5)                             | 11.9 (53.4)                            | 16.1 (61.0)                            | 19.9 (67.8)                            | 23.1 (73.6)                            | 27.3 (81.1)                            | 27.2 (81.0)                            | 24.4 (75.9)                            | 19.4 (66.9)                            | 14.3 (57.7)                            | 9.6 (49.3)                             | 17.4 (63.4)                            |
| متوسط درجة الحرارة الصغرى °م (°ف)         | 2.6 (36.7)                             | 3.4 (38.1)                             | 7.2 (45.0)                             | 11.5 (52.7)                            | 15.9 (60.6)                            | 19.7 (67.5)                            | 23.9 (75.0)                            | 24.1 (75.4)                            | 21.1 (70.0)                            | 15.1 (59.2)                            | 9.6 (49.3)                             | 4.7 (40.5)                             | 13.2 (55.8)                            |
| أدنى درجة حرارة °م (°ف)                   | −7.5 (18.5)                            | −6.6 (20.1)                            | −4.1 (24.6)                            | −1.5 (29.3)                            | 3.1 (37.6)                             | 9.2 (48.6)                             | 16.0 (60.8)                            | 16.4 (61.5)                            | 9.7 (49.5)                             | 2.6 (36.7)                             | −2.7 (27.1)                            | −7.2 (19.0)                            | −7.5 (18.5)                            |
| معدل هطول الأمطار مم (إنش)                | 63.8 (2.51)                            | 90.8 (3.57)                            | 182.1 (7.17)                           | 212.5 (8.37)                           | 239.3 (9.42)                           | 429.2 (16.90)                          | 309.4 (12.18)                          | 290.2 (11.43)                          | 354.6 (13.96)                          | 181.8 (7.16)                           | 95.0 (3.74)                            | 60.0 (2.36)                            | 2٬508٫7 (98.77)                        |
| متوسط الأيام الممطرة (≥ 0.5 mm)           | 6.7                                    | 7.6                                    | 12.3                                   | 11.9                                   | 11.8                                   | 16.3                                   | 12.7                                   | 13.7                                   | 13.1                                   | 8.9                                    | 7.1                                    | 5.6                                    | 127.7                                  |
| متوسط الرطوبة النسبية (%)                 | 65                                     | 66                                     | 69                                     | 70                                     | 73                                     | 82                                     | 76                                     | 79                                     | 80                                     | 75                                     | 73                                     | 70                                     | 73                                     |
| ساعات سطوع الشمس الشهرية                  | 182.8                                  | 167.3                                  | 175.8                                  | 179.0                                  | 173.3                                  | 133.6                                  | 205.5                                  | 208.6                                  | 155.5                                  | 176.9                                  | 168.1                                  | 189.6                                  | 2٬116                                  |
| المصدر #1: وكالة الأرصاد الجوية اليابانية |                                        |                                        |                                        |                                        |                                        |                                        |                                        |                                        |                                        |                                        |                                        |                                        |                                        |
| المصدر #2: Japan Meteorological Agency    |                                        |                                        |                                        |                                        |                                        |                                        |                                        |                                        |                                        |                                        |                                        |                                        |                                        |

## توأمة
لميازاكي (ميازاكي) اتفاقيات توأمة مع:
- فرجينيا بيتش

## معرض صور

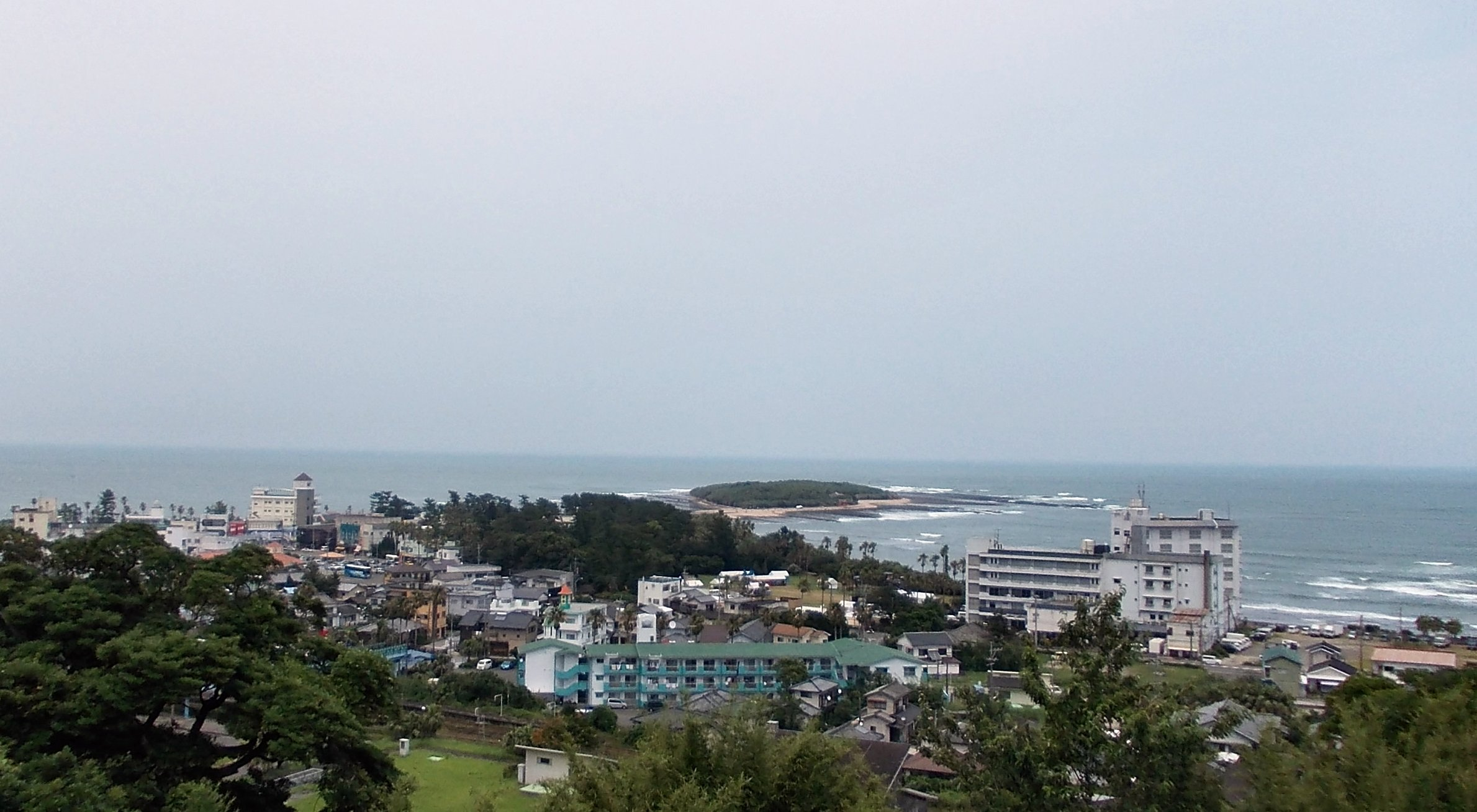
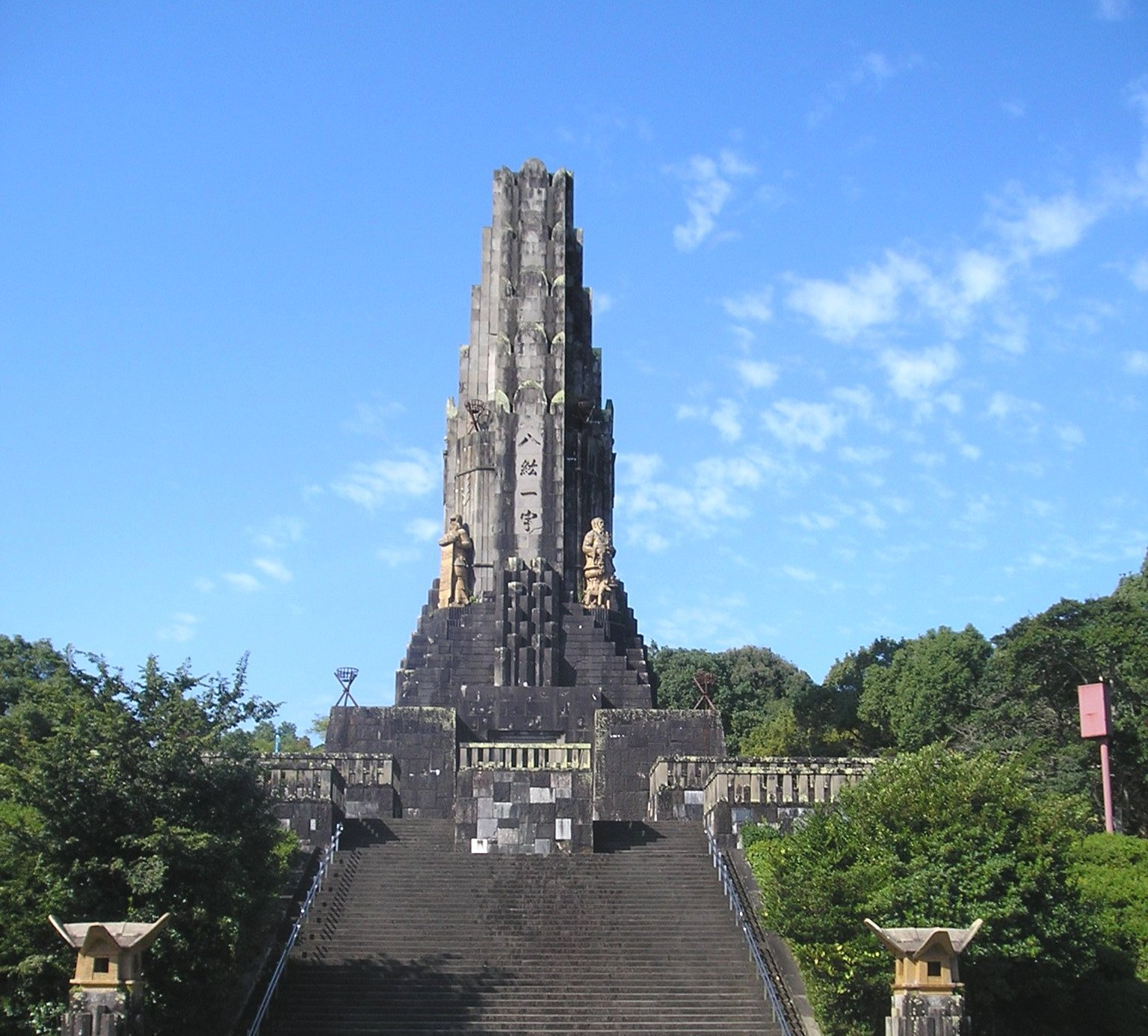
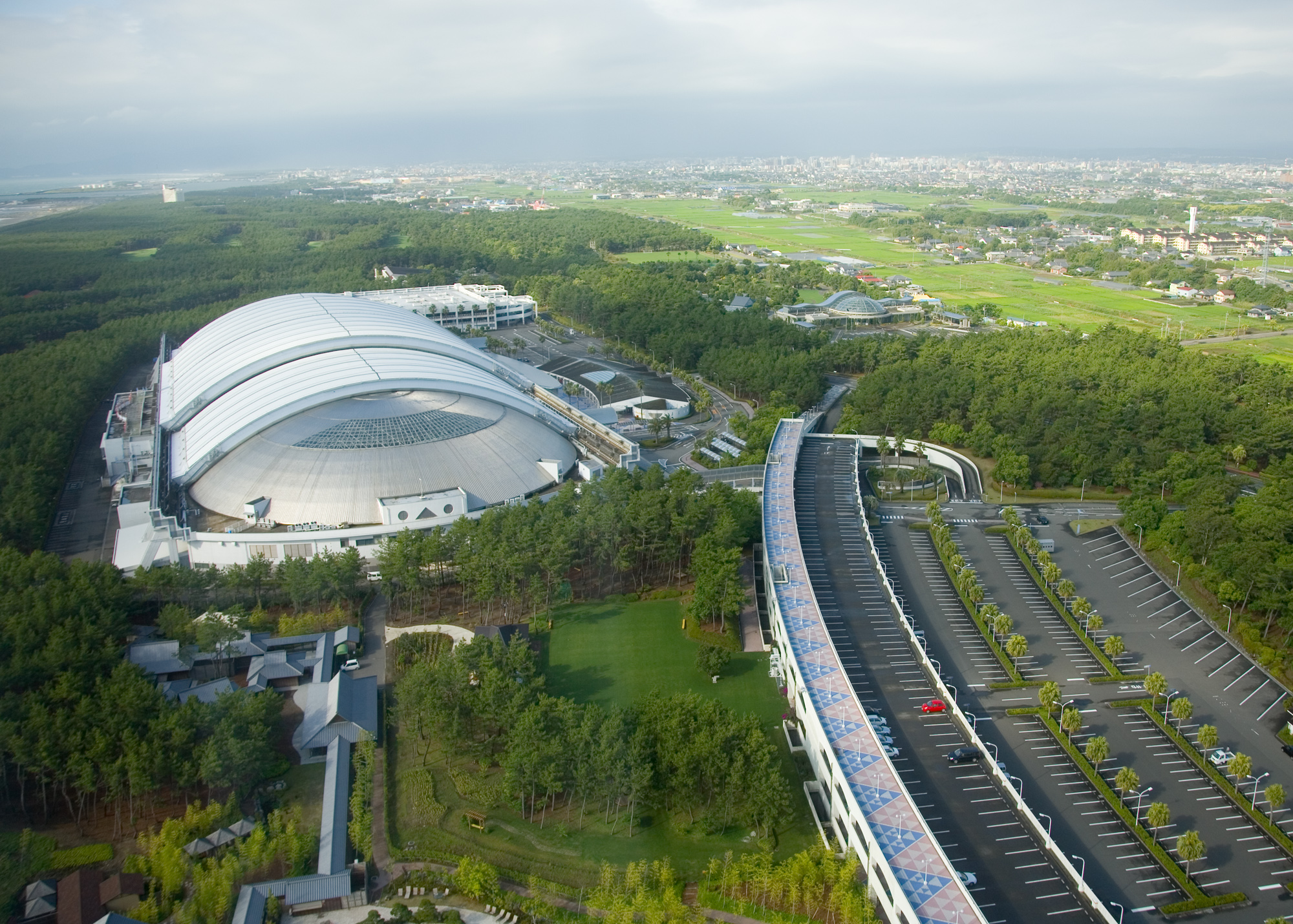

## أعلام
- ماساهيكو إينوها
- تشيكاشي ماسودا
- شينزو كوروكي